# NextPage Media
NextPageMedia, s.r.o., (původně Partners media, s.r.o.) je česká mediální společnost vydávající časopisy a webové magazíny, dceřiná společnost Partners Financial Services. Ředitelem vydavatelství je Martin Vlnas.

## Projekty

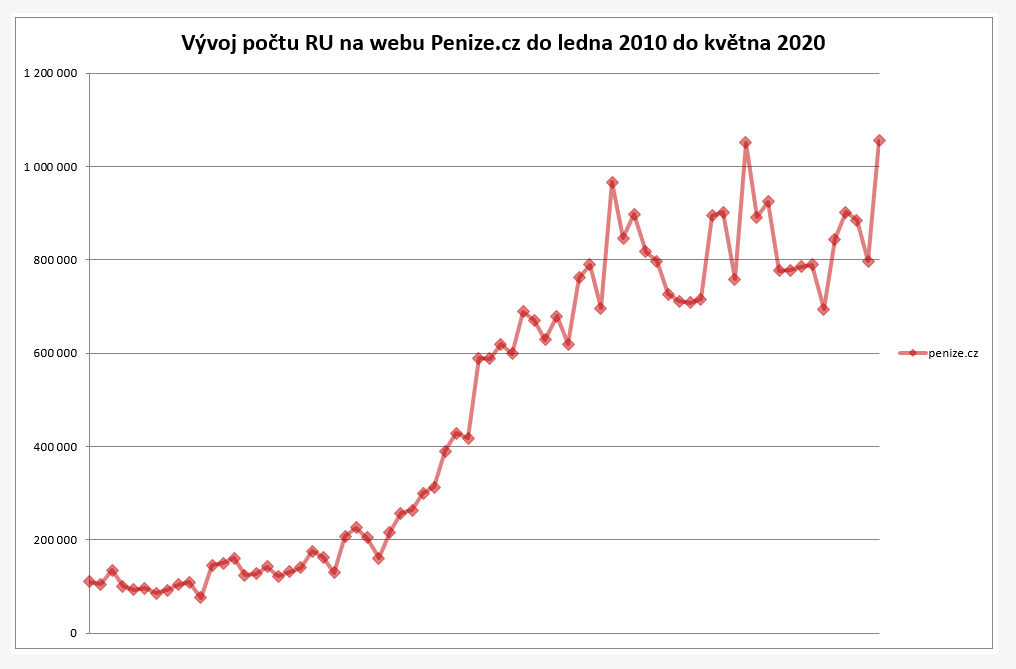
Vývoj počtu RU na webu Penize.cz od ledna 2010 do května 2020

Společnost je vydavatelem magazínu o životním stylu Heroine, ekonomického magazínu Finmag a fotbalové kultuře Football Club. Spravuje také největší český web o financích Peníze.cz, na slovensku web Peniaze.sk a dále weby Heroine.cz, Finmag.cz a FootballClub.cz. 

### Peníze.cz
Penize.cz je nejnavštěvovanějším českým webem o osobních financích, jehož šéfredaktorem je Petr Kučera. Počet reálných uživatelů dosahuje až na hodnotu 2 miliony za měsíc. Počet zobrazení stránky se poté pohybuje řádově okolo 10 milionů za měsíc. Projekt se zaměřuje především na praktické informace a aktuality o financích, ale také na širší ekonomické souvislosti. Dále nabízí velké množství finančních kalkulaček, přehledy akciových trhů, rejstřík firem, aktuální kurzovní lístky, srovnání finančních produktů napříč trhem.

### Heroine
Heroine je český lifestyle magazín pro ženy. Projekt se zaměřuje především na aktuální společenská témata. Šéfredaktorkou tištěné Heroine je Michaela Kramárová. Na svém obsahu spolupracuje například s Kamilem Filou, Apolenou Rychlíkovou nebo Pavlem Houdkem. Vychází jako tištěný dvouměsíčník v nákladu 15 000 výtisků a také má svoji online podobu, která pravidelně dosahuje hodnot 400 tisíc reálných uživatelů za měsíc a hodnota page view se pohybuje průměrně okolo 800 tisíc. Šéfredaktorkou webu Heroine.cz je Veronika Vlachová. V roce 2019 byl projekt nominován v anketě Křišťálová Lupa v kategorii zájmových webů.

### Finmag
Finmag je český magazín zaměřující se na společenská témata s ekonomickým a politickým přesahem. Vychází jako tištěný dvouměsíčník v nákladu 14 000 výtisků. Šéfredaktorka tištěného Finmagu je Irena Jirků. Finmag má také svoji online podobu, jehož šéfredaktorem je Michal Hron. Návštěvnost webu pravidelně přesahuje hranici 500 tisíc reálných uživatelů. Počet zobrazení stránky je 1,1 milionů za měsíc. Na svém obsahu spolupracuje například s Pavlem Jéglem, Adamem Gebrianem, Jankem Rubešem.

### Peniaze.sk
Peniaze.sk je slovenský web o osobních financích. Počet reálných uživatelů dosahuje 450 000 za měsíc. Počet zobrazení stránky se pohybuje okolo 1 000 000 za měsíc. Projekt se zaměřuje na praktické informace a aktuality o financích, ale také na širší ekonomické souvislosti. Nabízí také velké množství kalkulaček, přehledy akciových trhů, rejstřík firem,  aktuální kurzovní lístky, srovnání finančních produktů napříč trhem. Šéfredaktorem slovenského webu Peniaze.sk je Marek Mittaš. 

### Football Club
Football Club je prémiový magazín tvořený českými a zahraničními autory, které spojuje láska k nejpopulárnějšímu sportu planety. Zabývá se tematicky pestrými články o fotbale a jeho společenských souvislostech. Neobvyklé, čtivé a obsáhle zpracované. Football Club přináší exkluzivní rozhovory s legendami a předními experty, příběhy, reportáže, analýzy, kauzy a komentáře ze všech koutů světa. Jde o protiklad k rychloobrátkovému čtení. Vychází jako čtvrtletník v nákladu 4 000 výtisků.  
Také má svoji online podobu, která pravidelně dosahuje hodnot 250 000 reálných uživatelů za měsíc a hodnota page view se pohybuje průměrně okolo 550 000 tisíc.  
Na Football Clubu najdete i podcasty s pestrou paletou hostů a témat. Rozebírají se klíčové trendy, zapomenuté příběhy, důležité perspektivy. Moderují Jan Pěruška, Karel Häring a Ondřej Tůma. K přehrání jsou na hlavních podcastových platformách a najdete je i na webu Football Club. 
Díky úspěšné crowdfundingové kampani Football Club na konci roku 2022 vydal první knihu.